# Ahafo (Volk)
Ahafo ist ein Volk in Ghana. Die Ahafo gehören zur Volksgruppe der Akan, ebenso wie die verwandten Ethnien Aschanti, Fanti, Akwamu, Akwapim, Assin, Dankyira, Akim und Kwawu.
Die Akan sind die größte Volksgruppe in Ghana. Insgesamt 57.000 Ahafo leben in Ghana. Sie gehören überwiegend dem Christentum an.